# Яхорина (община Пале)
Яхорина (на сръбски: Јахорина) е село в Босна и Херцеговина, разположено в община Пале, в ентитета на Република Сръбска. Намира се на 1535 метра надморска височина. Населението му според преброяването през 2013 г. е 30 души, от тях: 29 (96,66 %) сърби и 1 (3,33 %) хърватин.

## Население
Численост на населението според преброяванията през годините:
- 1961 – 79 души
- 1971 – 59 души
- 1981 – 21 души
- 1991 – 13 души
- 2013 – 30 души